# Phantom Corsair
Pour les articles homonymes, voir Phantom et Corsair.
La Phantom Corsair ou The Flying Wombat est un prototype concept-car futuriste du designer Rust Heinz (1914-1939) et du carrossier américain Bohman & Schwartz. Surnommée « Car of Tomorrow » (La voiture de demain, de l'époque, en anglais), elle est présentée à la Foire internationale de New York 1939-1940.

## Historique
En 1934 Rust Heinz (âgé de 20 ans, diplômé en architecture navale de l'Université Yale, concepteur de bateaux futuristes, fils cadet d'Henry John Heinz, richissime industriel fondateur de l’empire américain du ketchup Heinz) fonde son propre bureau d'étude en design industriel à Pasadena, près de Los Angeles, en Californie, pour créer des supercars de rêve américains, pour clientèle richissime d’élite. 

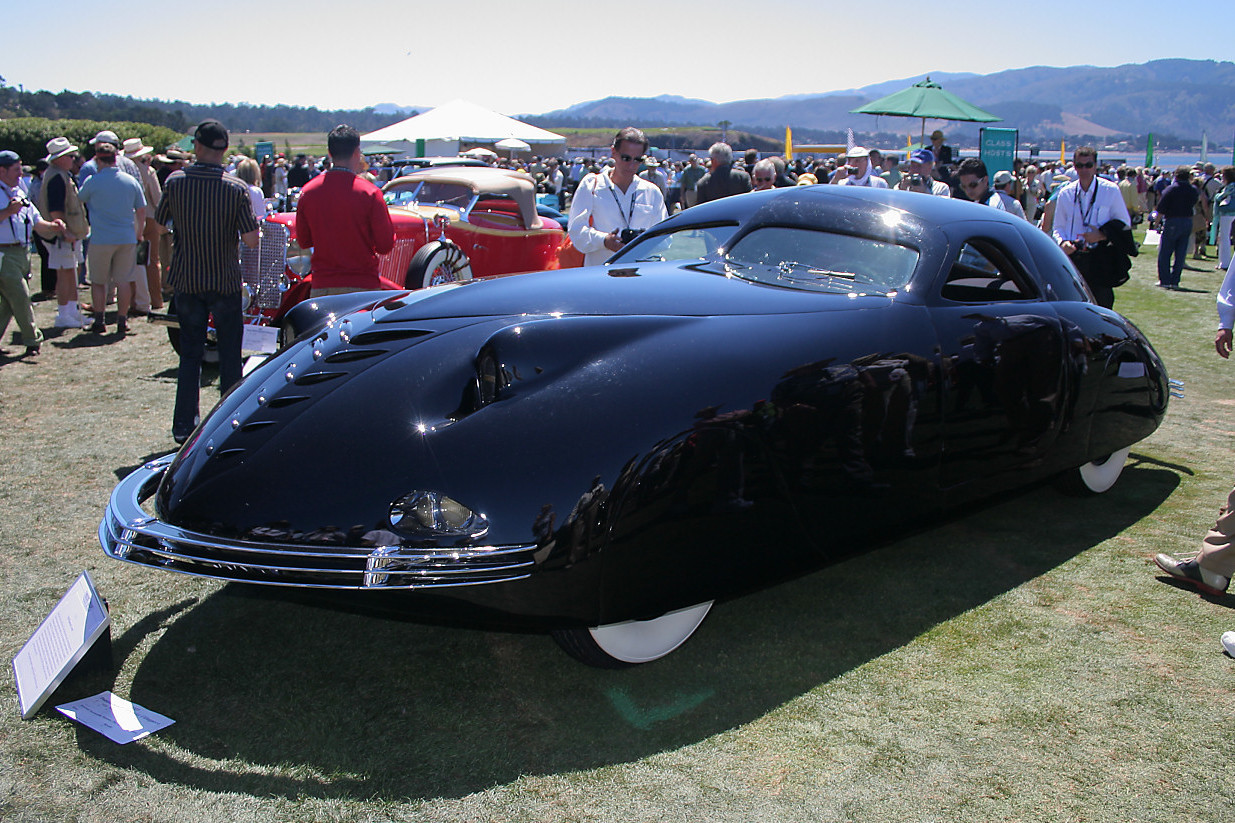
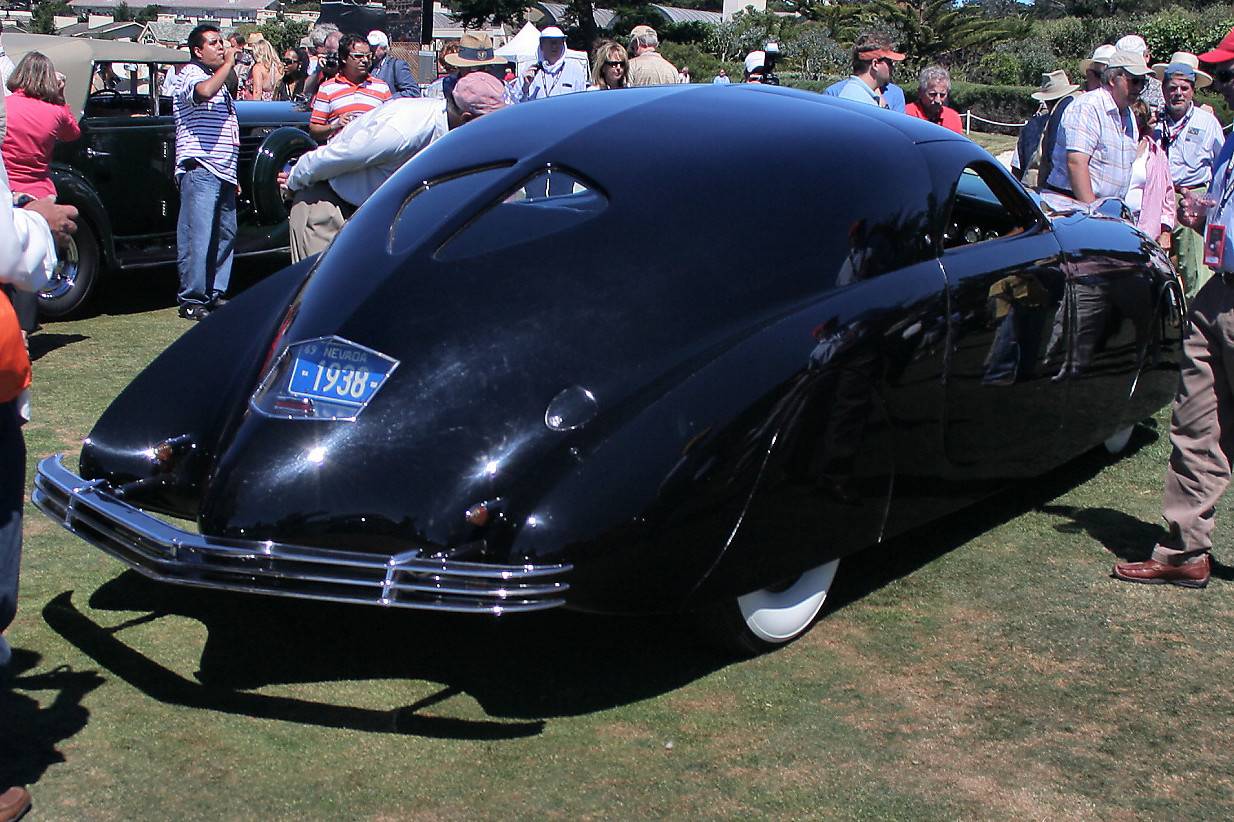

Il s'associe en 1936 avec les célèbres carrossiers designers Christian Bohman et Maurice Schwartz de Bohman & Schwartz de Pasadena, et entreprend de créer son premier prototype concept-car qu'il baptise « Phantom Corsair », sur la base de sa Cord 810 personnelle de 1936, avec un croquis et maquette de forme de carrosserie de sa propre conception, et un important budget de 24 000 dollars, avec des solutions technologiques les plus avancées de son temps :
- châssis élargi de sa Cord 810, pour une carrosserie en acier et aluminium allégée de berline coupé 2 portes de six passagers (4 à l'avant, et 2 sièges enfant à l'arrière)
- nouvelle forme de carrosserie fastback ultra futuriste pour l'époque, inspirée du monde bionique aquatique amphibien des batraciens et des cétacés, et du style « paquebot » streamline Art déco très en vogue à l'époque, à toit surbaissé (140 cm de haut) et cx aérodynamique faible
- moteur V8 Lycoming de 4,7 L, de 170 ch, de sa Cord 810, poussé à 192 ch par le préparateur Andy Granatelli, pour plus de 185 km/h de vitesse de pointe[3]
- tableau de bord inspiré de l'aéronautique avec 13 cadrans de contrôle, dont boussole et altimètre
- boite de vitesse 4 rapports à pilotage électromagnétique Cotal
- habillage intérieur insonorisé et « anti-crash » par rembourrage d'une épaisse couche de liège et de caoutchouc en isolation, vitres de sécurité teintées, pare-chocs hydrauliques
- nombreux équipement électriques : portières dépourvues de poignées de porte (à ouverture électrique par bouton poussoir) bar, chauffage et climatisation régulé par thermostat, auto radio
- suspensions indépendantes, et amortisseurs réglables

Maurice Schwartz a précédemment travaillé avec le designer Harley J. Earl, futur père du design de General Motors, et les Cord 810/812 font partie des voitures les plus techniquement évoluées et performantes de leur temps.
Pour la promotion à l'échelle des États-Unis de sa Phantom Corsair, Rust la fait entre autres apparaître au cinéma en 1938, sous le nom de Flying Wombat, dans le film futuriste La Famille sans-souci (The Young in Heart) de Richard Wallace, avec les acteurs vedettes de l'époque Douglas Fairbanks Jr. et Paulette Goddard (femme de Charlie Chaplin), puis à la Foire internationale de New York 1939-1940... 
Son décès prématuré accidentel à l'âge de 25 ans, des suites d'un accident de voiture en juillet de 1939, met définitivement fin à son projet de produire ces véhicules en petite série pour la somme très élevée de l'époque de 12500 dollars. Son prototype qu'il a utilisé à titre personnel, a été revendu par la famille Heinz en 1942, à de nombreux collectionneurs successifs, dont Andy Granatelli, puis à l'humoriste-comédien Herb Shriner qui l'a faite modifier par le designer Albrecht von Goertz (designer des BMW 507). Son dernier propriétaire Bill Harrah l'a faite remettre en état d'origine pour sa « collection Harrah » personnelle, transformée en Musée national de l'automobile de Reno de Reno dans le Nevada, depuis sa disparition.  
Ce modèle ultra futuriste et novateur pour l'époque, inspiré par le style Streamline Moderne du designer autrichien Paul Jaray, a influencé le monde du design automobile de l'époque, dont sans doute les Talbot-Lago T150 SS Figoni & Falashi « Goutte d’eau » de 1937, Porsche Type 64 (future Porsche 356) et Volkswagen Coccinelle de Ferdinand Porsche de 1938, première Ferrari Auto Avio Costruzioni 815 d'Enzo Ferrari de 1940, Packard Clipper de 1941, Citroën DS de 1955...

## Au cinéma
- 1938 : La Famille sans-souci (The Young in Heart), de Richard Wallace, avec Douglas Fairbanks Jr. et Paulette Goddard[4].